# Khanaqah
Khanaqah (persiska: خانقاه), även skrivet Khanaqa, är ett distrikt i Afghanistan. Det ligger i provinsen Jowzjan, i den norra delen av landet, 400 kilometer nordväst om huvudstaden Kabul.
Distriktet beräknades år 2022 ha cirka 27 000 invånare.